# Лагаро Лупиначи (Козенца)
Лагаро Лупиначи је насеље у Италији у округу Козенца, региону Калабрија.
Према процени из 2011. у насељу је живело 95 становника. Насеље се налази на надморској висини од 1160 м.